# 邯郸之难
邯郸之难或称魏拔都邯郸，是指中国戰國时期，魏国攻占赵国国都邯郸的历史事件，当时邯郸被魏国攻占是诸侯间兼并战争的一件大事，当时人称之为邯郸之难。战争最终结果是魏国无力抵御周边各国的军事行动，只好和赵讲和归还邯郸城而结束。

## 背景
春秋时期赵韩魏三家关系极深，在晋国内部结成政治联盟，共同反对其他诸卿和晋国宫室，虽然三方之间有矛盾，但是面对共同的利益和敌人，联盟仍然是三方的主流。但是进入战国以后，此时三方关系发生微妙变化，特别是赵韩魏三家分晋后，关系由同盟变为对手，三方之间的矛盾和斗争日益加剧。而魏国通过改革后实力大增，在军事上连连得手，占据了中原大分布地区，还控制了宋、卫、鲁等小国，一时间称雄于诸侯。而赵国迁都邯郸后，为了逐鹿中原，参与诸侯的兼并战争，当然要采取以南进为主的战略方针，这样就同相邻的魏、卫、齐等国发生了一系列战争，也无法避免和魏国之间的土地争夺。
赵敬侯四年（前383年）赵魏在兔台发生战争，魏国取胜。同年，赵国又筑刚平城（今河南清丰），向卫国进攻，赵军初战得手，卫国国君仓皇出逃，后来魏军救援，形势急转直下，赵国连连受挫，连续丢失掉刚平和中牟两城。第二年，赵国又联合楚国攻下魏国棘蒲（今河北魏县），赵敬侯八年（前379年），魏国进犯赵国，赵国攻下黄城。这时的赵魏两国在一系列交战中各有胜负。
此后的六年里，赵魏双方相安无事，一度还曾联合韩国一起灭掉了晋国公室的残余势力。赵成侯三年（前372年）大戊午出任赵国宰相，又向卫国进攻，攻下卫国城邑七十三座。魏国以此为借口，援救卫国，赵军在此失利。这样双方又开始了旷日持久的战争，终于引发了邯郸的陷落和围魏救赵的桂陵之战的发生。

## 过程
从史书记载来看，魏国在攻打赵国国都邯郸之前有意的使赵国靡费人力财力物力。赵成侯十七年（前358年），魏惠王和赵成侯在葛孽会见，赵成侯二十年（前355年）即战前的前一年，魏国给赵国送来一种名叫荣椽的建筑材料，后赵成侯用它来修建檀台，就是后来的信宫，是一处大型宫殿。从这也看得出魏国奉献荣椽有转移、麻痹赵国注意力并消耗赵国国力的意图。
前354年，魏国十万大军突然进攻赵国，赵国与魏国爆发战争。魏军乘赵国尚未准备就绪一路北上，包围赵国国都邯郸。邯郸处于危机一下，使得赵国被迫拼死抵抗，同时向楚国和齐国求援。
赵国派遣麝皮前往楚国，他向楚宣王提出了救援赵国的利弊。楚国内部围绕是否派兵救赵发生了意见分歧。楚宣王重臣昭奚恤反对出兵，他认为不去救赵，魏国可以继续保持战场优势，会对赵国提出更苛刻的土地要求，这样一来，赵国必然不会接受，并且奋力抵抗，其必然结果是两败俱伤。昭奚恤的主张实际上是坐山观虎斗，然后从中渔利。另一个大臣景舍不赞成昭奚恤的意见，他认为，魏国攻赵，本来就还怕楚国趁虚而入，袭击他的后方，现在如果不发兵救赵，一旦赵国灭亡，魏国则无所顾忌，而且实力会大增，这样一来实际上是助魏攻赵，也会使得楚国失信于诸侯间，后患无穷。再者，魏国的割地要求过于苛刻而楚又不出兵，那么赵很有可能和魏国讲和，一起对付楚国。景舍的主张其实比昭奚恤更阴险，他企图以少量的援兵为诱饵，消耗赵国和魏国的实力，最后达到破魏的目的。楚宣王最后采取了景舍的建议。由于楚国援兵较少，再加上出兵目的不纯，无补于大局，麛皮回到邯郸后，告诉赵王，认为楚国援助不可靠，并且力主赵王和魏国讲和。但是赵成侯在战和问题上一直犹豫不决，没有接受他的建议，赵国求援楚国的计划最终落空了。
但是求援齐国的努力获得了意外成功。齐威王接到赵国的求援后，马上召集大臣商议此时，问道：“援救赵国和不救赵国哪个好呢？”相国邹忌回答：“不如不去救赵。”段干纶说：“不救赵对齐国不利。如果魏国吞并了邯郸，这对齐国没有好处。”齐威王认为段干纶说的在理，于是出兵救赵，齐国以田忌为总将，孙膑为军师，领大军救赵。孙膑认为，魏国长驱直入赵国，其国都必然空虚，此时应当率军包围魏国国都大梁，使其魏军奔波救援，自然邯郸之围必解，这就是历史上的“围魏救赵”。
但是此时邯郸战局发生了重大变化，赵成侯二十二年（前353年）七月，邯郸在坚守一年之后被魏军攻克。虽然国都失陷，但是赵国君臣迁到外地（很有可能就是兴建不久，位于邯郸之北的檀台宫城）后继续抵抗。在齐军围困大梁的迫使下，魏军不得不回师驰援。后来段干纶建议齐威王，赵军虽被魏军打败，但魏军又被齐国军队攻击削弱，此时应该出兵南下，进攻魏国的襄陵，使魏军南北都疲于奔命。于是齐威王派田忌南下进攻襄陵，齐军趁魏军疲惫之际加紧攻击，大败魏军于桂陵，擒获庞涓。此时，楚国也加紧对魏国的侵攻，占领了“雎、涔之间”。

## 结果
魏国在攻打赵国之中本来就消耗了大量国力，加上桂陵之战又丧失十万之众、被楚国乘机蚕食，已经没有力量再去应付两面战场的压力，更不能再有余力去继续占领邯郸。为了摆脱不利的困境，魏国只好和赵国讲和，答应归还邯郸。前351年，赵魏双方在漳河订立盟约，正式归还邯郸。齐国此时也因此释放了庞涓。这场长达数年的赵魏战争最后以“赵氏不割而邯郸复归”宣告结束。

## 影响
邯郸之难的产生了两个直接后果，作为很战国初年的强国魏国，由于桂陵之战大败后，国势大衰；赵国的南进计划一再受挫，邯郸失陷标志着这一战略方针的失败，因此，此后的赵肃侯、赵武灵王时期又开始积极实施北进战略。